# Gwara warszawska

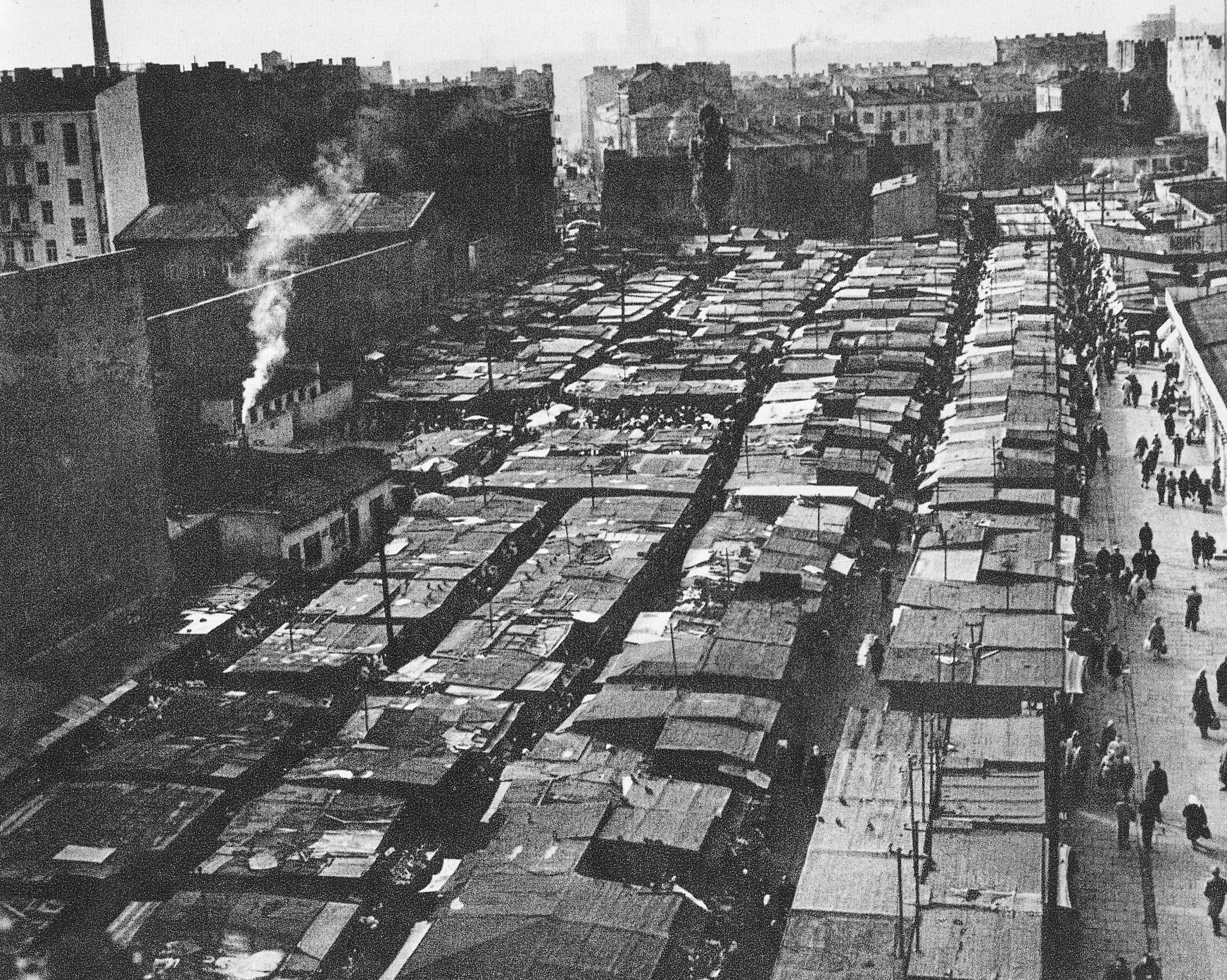
Bazar Różyckiego, jedno z miejsc na Pradze-Północ, w którym po 1945 można było spotkać osoby mówiące gwarą (fotografia z lat 60. XX wieku)

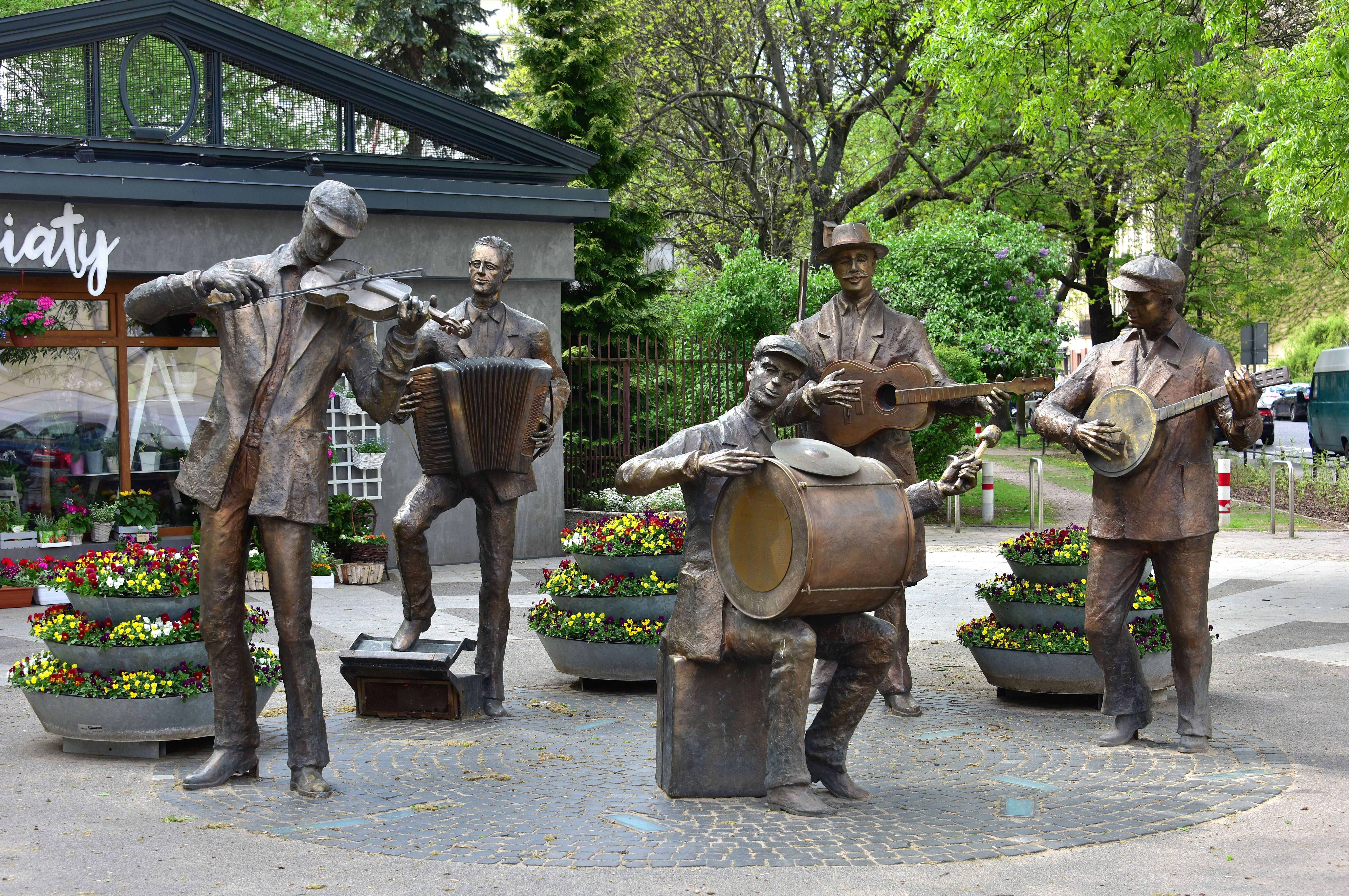
Pomnik Praskiej Kapeli Podwórkowej

Gwara warszawska (także dialekt warszawski) – gwara miejska języka polskiego występująca w Warszawie.
Opisywana odmiana języka powstała prawdopodobnie w II połowie XVIII wieku, a jej najważniejsze cechy ukonstytuowały się w wieku kolejnym. Gwara warszawska powstała poprzez nałożenie się na substrat językowy, jakim w tym wypadku były gwary dialektu mazowieckiego (posługiwała się nimi ludność migrująca do Warszawy z okolicznych wsi) elementów leksykalnych w postaci zapożyczeń z języków używanych przez zamieszkujących Warszawę przedstawicieli innych nacji (przede wszystkim z jidysz, rosyjskiego i niemieckiego, choć w omawianej odmianie języka znajdujemy także pojedyncze zapożyczenia z języka francuskiego). Gwara warszawska zapożyczyła z tych języków spory zasób leksykalny, języki te miały natomiast mniejszy wpływ na cechy systemowe gwary warszawskiej (takie jak fonetyka, fleksja, składnia czy słowotwórstwo), które pozostawały pod wpływem ludowych gwar dialektu mazowieckiego. Gwara warszawska nie jest jednak jedynie wynikiem kontaminacji cech gwar ludowych i języków obcych, cechują ją liczne neologizmy, przede wszystkim leksykalne i frazeologiczne. 
W okresie poprzedzającym wybuch II wojny światowej gwarą warszawską posługiwały się przede wszystkim niższe warstwy społeczeństwa i mieszkańcy peryferyjnych dzielnic, choć była ona zróżnicowana socjalnie i dzielnicowo. Niektórzy badacze twierdzą, że stanowiła ona zbiór kilku lub nawet kilkunastu socjolektów (np. złodziei, dorożkarzy, studentów). Od czasu zniszczenia Warszawy podczas powstania warszawskiego i spowodowanego nim eksodusu rdzennych mieszkańców gwara zaczęła zanikać. Współcześnie pojawia się przede wszystkim jako narzędzie stylizacyjne w dziełach literackich, filmowych, czy piosenkach. 

## Charakterystyka

### Fonetyka i słowotwórstwo
Z gwar północno-wschodniej Polski gwara warszawska przejęła m.in. wymowę formantu je jako ja w czasowniku jechać (jachać) i czasownikach pochodnych.
Jedną z cech charakterystycznych gwary warszawskiej jest popularność przejętego z gwar Mazowsza sufiksu –ak, zarówno w rzeczownikach pospolitych (dzieciak, kurczak, warszawiak, schaboszczak, łobuziak na określenie, odpowiednio, dziecka, kurczęcia, warszawianina, kotleta schabowego i łobuza), w nazwach własnych (szwagier Piekutoszczak z tekstów Wiecha jako gwarowe określenie osoby o nazwisku Piekutowski, ekspresiak jako gwarowe określenie niegdyś poczytnego Expressu Wieczornego), a także w toponimach (stąd spotykane i współcześnie nazwy Wileniak na określenie Dworca Wileńskiego, Poniatoszczak jako nazwa mostu Poniatowskiego, Kercelak (plac Kercelego), Pawiak (więzienie przy Pawiej), Skaryszak (park Skaryszewski), Wiatrak (rondo Wiatraczna), Pigalak, okrąglak na określenie wielu rotund lub okrągłych budowli, itd.), czy wreszcie rzadszy Gibalak (ul. Gibalskiego na Woli). Zwłaszcza ostatnia nazwa jest dobrym przykładem na produktywność sufiksu, który w tym przypadku sugeruje w wyrazie cechę autonomicznej nazwy miejscowej dla w rzeczywistości krótkiej, niepozornej uliczki, za to ważnej w odczuciu mieszkańców ze względu na obecność na niej znanych „osobistości z ferajny”.

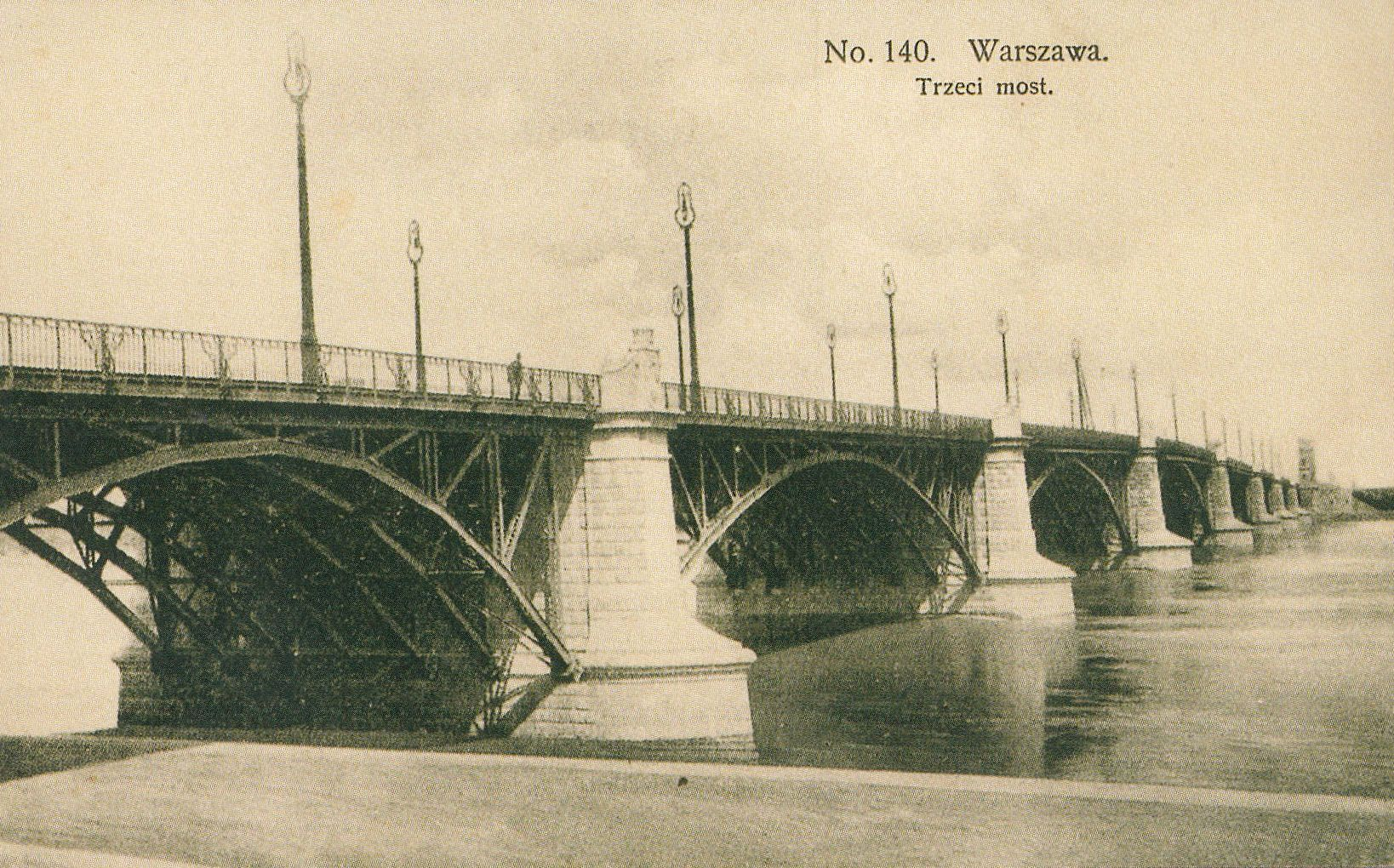
Most Poniatowskiego także i dziś nazywany bywa Poniatoszczakiem

Poza przyrostkiem -ak dużą rolę w słowotwórstwie warszawskim odgrywają także -arz i -ara (pięściarz, plotkara, flirciara) oraz –owicz (balowicz – osoba balująca, ogródkowicz – osoba przesiadująca w ogrodzie). W książce Na języku Stanisław Wasylewski za typowo warszawskie uznaje również słowa zakończone na –owiec lub –owca (wykładowca na określenie profesora, kierowca na określenie automobilisty, zawiadowca na określenie kierownika ruchu), jednak wyrazy te od czasu publikacji weszły już do języka ogólnopolskiego i ich związek z gwarą warszawską nie jest jasny dla jego użytkowników.
Bardzo charakterystyczne dla gwary warszawskiej jest wymawianie głosek „kę”, „gę” zarówno wewnątrzwyrazowych, jak i kończących wyraz jako „kie”, „gie”.
Charakterystyczną cechą, przejętą z gwar mazowieckich, jest twarda wymowa połączenia l + i, ale miękka dla połączeń k + e oraz g + e. W ten sposób ogólnopolski list mógłby brzmieć jak lyst, kiedy użytkownicy gwary wymówiliby jako kedy a drogie dzieci jak droge dzieci. Słowa możlywość czy wiedziely (zamiast możliwość, wiedzieli) oraz herbatkie, bułkie, złotówkie (w bierniku) zamiast herbatkę, bułkę, złotówkę spotyka się jeszcze całkiem często, zwłaszcza w starszym, ale i w średnim pokoleniu mieszkańców Pragi i Grochowa.

### Zdrobnienia
Jednym z elementów dawnej gwary, dostrzeganym już w XIX wieku, a widocznym w języku mieszkańców Warszawy także i współcześnie, jest nadużywanie wszelkiego rodzaju zdrobnień. Niektórzy badacze przypuszczają, że ich użycie miało w poczuciu użytkowników gwary przydawać ich słownictwu elegancji, uprzejmości lub wytworności, a także podkreślać uczuciową więź z opisywanym obiektem. Taki sposób mówienia był przez XIX-wieczną prasę wyszydzany i wyśmiewany, jednak i tak wszedł na stałe do języka. Przykładowo „Kurier Świąteczny” z 1891 przytaczał słowa kelnera obliczającego rachunek klienta restauracji: Pan dobrodziej miał wódeczkę, ósemeczkę kawiorku, kotlecik z kartofelkamy, ćwiarteczkę porterku – to razem 3 rubelki i 27 kopiejeczek.

### Elegancja i napuszony styl
Pod wpływem XIX-wiecznej prasy bulwarowej, w szczególności poczytnego brukowca „Kurier Poranny”, w Warszawie rozpowszechnił się także zwyczaj używania poetyckich często porównań i frazeologizmów w miejsce rzeczowników pospolitych. W ten sposób dorożkarze nazywani bywali rycerzami bata, stróże – mistrzami miotły, akuszerka wywołująca przedwczesne poronienia – fabrykantką aniołków, a samo miasto – syrenim grodem. Ta dbałość o swoistą elegancję stylu wpływała także na nacisk na używanie wyszukanych zwrotów grzecznościowych w każdej sytuacji, nawet przeczącej zasadom dobrego wychowania. Wiech w wydanym wkrótce po II wojnie światowej zbiorze Spacerkiem przez Poniatoszczaka przytacza skierowaną do pani domu sugestię: Małżonka weźmie szanownego pana za mordę, zacznie kołować po pokoju, razem z krzakiem na zbity łeb z zamieszkanego lokalu wyrzuci (…).

### Zapożyczenia leksykalne

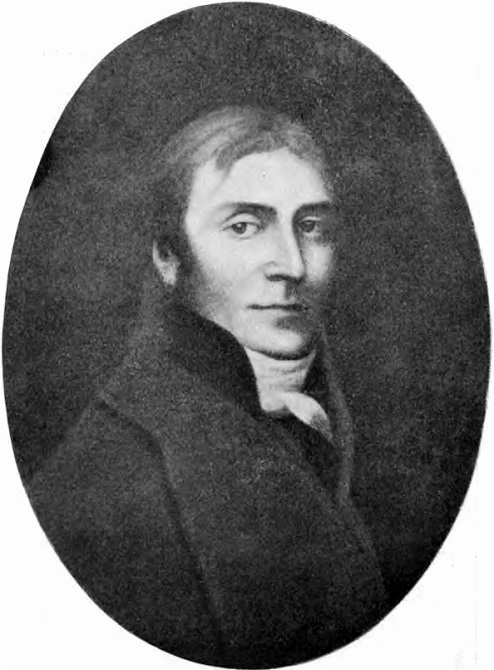
Wzmianki o specyficznej gwarze warszawskich dołów społecznych pojawiają się już u Antoniego Magiera

Charakterystyczną cechą gwary warszawskiej są liczne zapożyczenia słów z języków obcych, zwłaszcza z niemieckiego, rosyjskiego i jidysz.
Już w XIX wieku ludność aszkenazyjska stanowiła około jednej trzeciej mieszkańców Warszawy, wobec czego kontakty językowe były silne i długotrwałe. Bezpośrednio z jidysz zapożyczono m.in. słowa goj, ganef, kojfnąć, puryc, szmonces, meches, miglanc, kiepełe czy szajgec.
Nadal występują także, pamiętające jeszcze okres zaborów, rusycyzmy typu kniga (książka), ustrojstwo (urządzenie), rozpiska („lista” z ros. расписка – kwit, rachunek, choć znaczenie „lista, register” ma pokrewne słowo роспись) czy prawilny – pierwotnie prawidłowy, przymiotnik używany jednak w znaczeniu dobry.

### Przeinaczanie wyrazów
Wśród słów używanych przez ludność Warszawy sporą grupę stanowią przekręcone wyrazy, zarówno pochodzące z języka ogólnopolskiego, jak i z języków obcych. Powszechnie przeinaczano zwłaszcza wyrazy trudne w wymowie lub niezrozumiałe. Stąd rewirowego często zastępował lawirowy, na obcas mówiono abcas, stearynę – styryna itd. Osobną grupę stanowiły nieprzekręcone słowa pochodzące z polszczyzny, dla których jednak mieszkańcy Warszawy znajdowali zupełnie nowe desygnaty, często na podstawie luźnych skojarzeń cech lub właściwości. Przykładowo hyclem nazywano kaszankę, w pisanych gwarą tekstach pojawia się również tunel (spelunka), cyrk lub cyrkiel (na określenie cyrkułu, czyli aresztu policyjnego), poduszka (kobieta), piwonia (piwo) czy cyferblat (twarz).
Osobną podgrupę wyrazów typowo warszawskich stanowiły rozmaite neologizmy znaczeniowe i słowotwórcze, jak codziennik (kurtka), zryć się (upić się), piekłoszczak (nieboszczyk) czy butodziej (szewc).

## Historia
Gwara warszawska powstała stosunkowo późno, dopiero w XVIII wieku, gdy doszło już do uformowania standardu ogólnopolskiego. Wzmianki o niej pojawiają się już w Gramatyce dla szkół narodowych i Poprawie błędów w ustnej i pisanej mowie polskiej Onufrego Kopczyńskiego. Jeden z pierwszych opisów typowych dla gwary Warszawy przeinaczeń słów, zwłaszcza zapożyczonych z języków obcych, podaje w swoich pamiętnikach Antoni Magier:

Przykro jest słyszeć, kiedy kto nie wymawia słów, jak powinny się wymawiać; był tam jeden, który się zdawał i języki obce posiadać, przebijała się jednak w nim jakaś nieświadomość. Gdy używał słów: karkulacja, chwestarz, kalesze, kajstrat, tretuar, zamiast: kalkulacja, kwestarz, galosze, kastrat, trotuar, a z tym gminnym wyrazem «kiepski» bardzo był oswojony (…)

Powstała z nałożenia się na substrat polski licznych zapożyczeń z mazowieckiej odmiany polszczyzny, a także języków obcych używanych przez mieszczan i dwór królewski, a w XIX wieku wzbogaciła pod wpływem języka niemieckiego, a potem rosyjskiego.
Bogatym źródłem zapożyczeń były także rozmaite gwary środowiskowe i zawodowe.
Z tego względu Bronisław Wieczorkiewicz, jeden z pierwszych badaczy języka dawnej Warszawy, traktuje gwarę warszawską jako język z pogranicza regiolektu i socjolektu. Zauważa także, że w praktyce do II wojny światowej była wysoce zróżnicowana pod względem środowiskowym. W praktyce istniało wiele gwar lokalnych składających się na język warszaski, różniących się głównie zasobem leksykalnym. Były to m.in.:
- gwary dzielnic, np. praska, staromiejska, wolska, powiślańska
- gwary zawodowe, np. dorożkarska, drukarska, dziennikarska, sklepikarska, straganiarska, policyjna, żebracka[20]
- gwara przestępcza (warszawska odmiana grypsery, gwara zawodowych hazardzistów, nieletnich z zakładów poprawczych[20])
- gwara żydowska

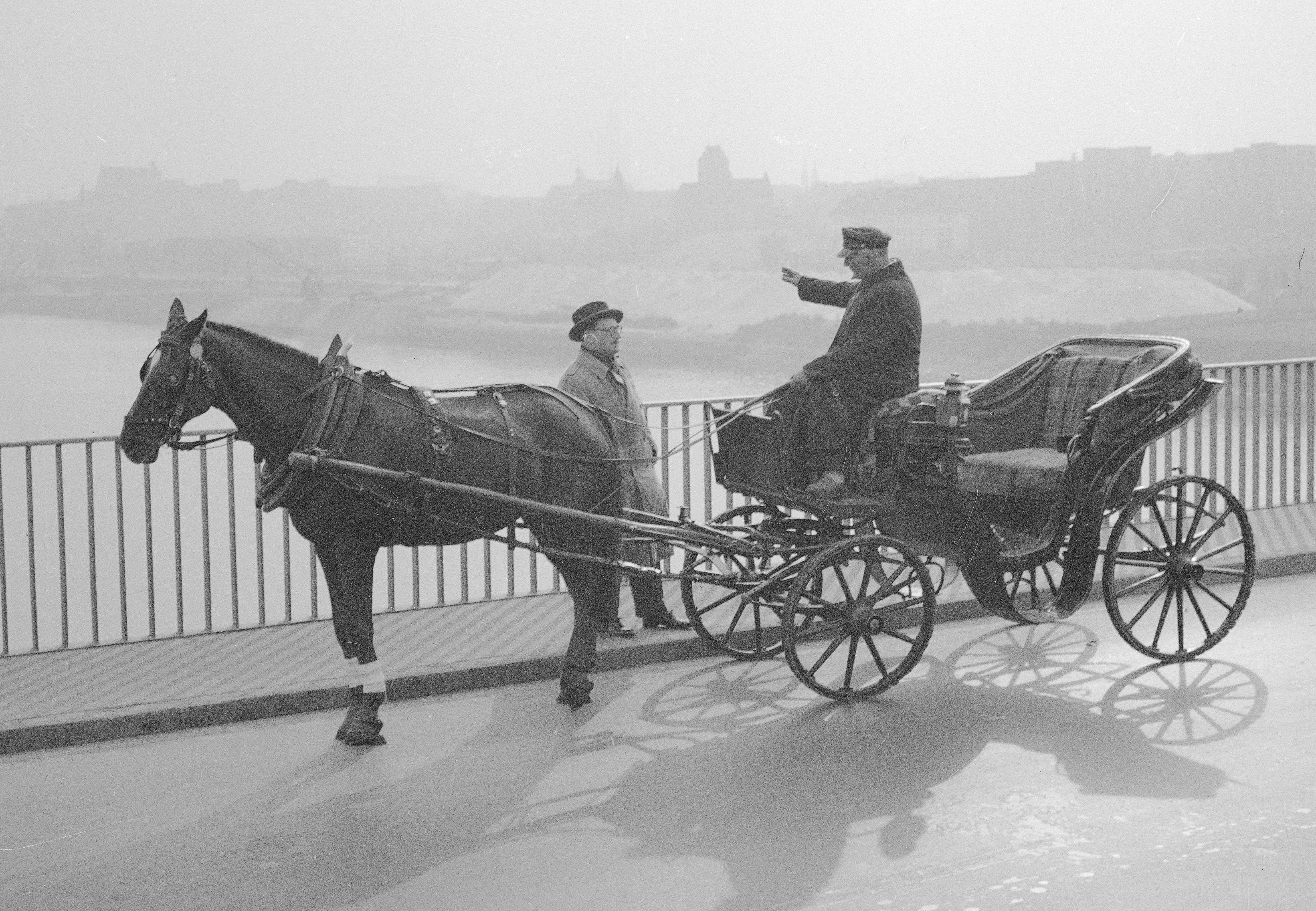
W swojej twórczości Stefan Wiechecki zarówno korzystał z gwary warszawskiej, jak i tworzył nowe, stylizowane na nią zwroty. Na fotografii „Wiech” rozmawiający z rycerzem bata

Po 1918 głównym ośrodkiem gwary warszawskiej była Wola, natomiast po II wojnie światowej stała się nią Praga, najmniej zniszczona dzielnica miasta.
Od powstania warszawskiego, kiedy to zupełnemu zniszczeniu uległa prawie cała tkanka miejska na lewym brzegu Wisły, a mieszkańcy Warszawy zostali wysiedleni, gwara warszawska jest w zaniku. Powojenni warszawiacy w dużej części pochodzili spoza Warszawy i nie mieli styczności z jej przedwojennymi mieszkańcami, przez co gwara w stolicy prawie zanikła, a przykłady zmian wymowy typowo warszawskich spotyka się dość rzadko.
Zanikanie gwary warszawskiej po wojnie spowodowane było wymienionym już czynnikiem związanym z wydarzeniami II wojny światowej, ale także ogólnym trendem nie sprzyjającym kultywowaniu dialektów i gwar – w tym wyrównywaniem różnic społecznych. Propagowano z jednej strony odgórnie folklor, z drugiej skutecznie do niego zniechęcano. Mimo popularności posługujących się gwarą warszawską Stanisława Grzesiuka czy Stefana Wiecheckiego nie była ona już później, z nielicznymi wyjątkami, propagowana ani kultywowana. W ostatnich latach zanikają także regionalne nazwy przedmiotów, których desygnaty wychodzą z codziennego użycia, jak choćby obsadka (warszawskie określenie rączki, czyli uchwytu do stalówki).
Jednocześnie zwroty i wyrażenia dawniej związane z warszawską gwarą coraz częściej uznawane są za formy ogólnopolskie i, często dzięki wpływowi mediów, wypierają zwroty rozpowszechnione dawniej w innych częściach kraju. Przykładowo do standardu językowego weszły określenia zsiadłe mleko, kasza manna, cukier puder, a w zaniku są m.in. ich krakowskie czy śląskie odpowiedniki (odpowiednio kwaśne mleko, grysik, mączka cukrowa oraz kiszka i grys). Z warszawskiej odmiany polszczyzny pochodzi również wyraz kawał na określenie figla lub psoty. Wpływowi mediów ogólnopolskich przypisuje się także upowszechnienie się, dawniej typowo mazowieckich, formacji słowotwórczych zakończonych sufiksem –ak (warszawiak, dzieciak, kurczak), jak również wymowy nieudźwięczniającej niektórych wyrażeń i twardej wymowy połączeń l + i, k' + e czy g' + e (lyst, kedy, droge rzeczy).

## Gwara warszawska w kulturze
Jak zauważa Bronisław Wieczorkiewicz, już w XIX wieku istniało zauważalne sprzężenie zwrotne pomiędzy tekstami kultury wykorzystującymi gwarę warszawską, a językiem ulicy. Jednym z pierwszych autorów czerpiących z tego ostatniego był satyryk Paweł Kośmiński, autor m.in. kilku popularnych sztuk wystawianych przez teatry ogródkowe. Kośmiński w swoich sztukach, a także w wierszach i felietonach publikowanych na łamach satyrycznego tygodnika „Kolce”, stosował stylizację na gwarę warszawską, często wymyślając zupełnie nowe zwroty inspirowane faktycznym językiem ulicy. Ich popularność sprawiła, że w krótkim czasie wiele z nich faktycznie weszło do języka, jakim posługiwały się warstwy niższe społeczeństwa Warszawy. Podobnie było z późniejszymi o kilka pokoleń tekstami Stefana Wiecheckiego „Wiecha”, które nie tylko czerpały z faktycznego języka warszawskiego, ale też go kształtowały. Stylizacje językowe „Wiecha” spowodowały, że jego pseudonim artystyczny zaczął być używany jako rzeczownik pospolity na określenie stylizacji na gwarę warszawską czy, szerzej, na dowolny język nizin społecznych (stąd określenie mówić wiechem).

### Twórcy stosujący gwarę warszawską[f]
- Hanka Bielicka
- Mieczysław Fogg – m.in. w piosence „Bujaj się Fela”
- Stanisław Grzesiuk
- Marek Hłasko
- Alina Janowska
- Jan Kobuszewski
- Irena Kwiatkowska
- Wojciech Młynarski
- Sergiusz Piasecki
- Stanisław Sielański
- Jakub Sienkiewicz
- Zygmunt Staszczyk
- Kazimierz Staszewski
- Stanisław Staszewski
- Jarema Stępowski
- Julian Tuwim – we fragmentach „Kwiatów polskich”
- Leopold Tyrmand
- Stefan Wiechecki
- Stasiek Wielanek
- Leszek Kaźmierczak – w utworze „Ferajny”

## Upamiętnienie

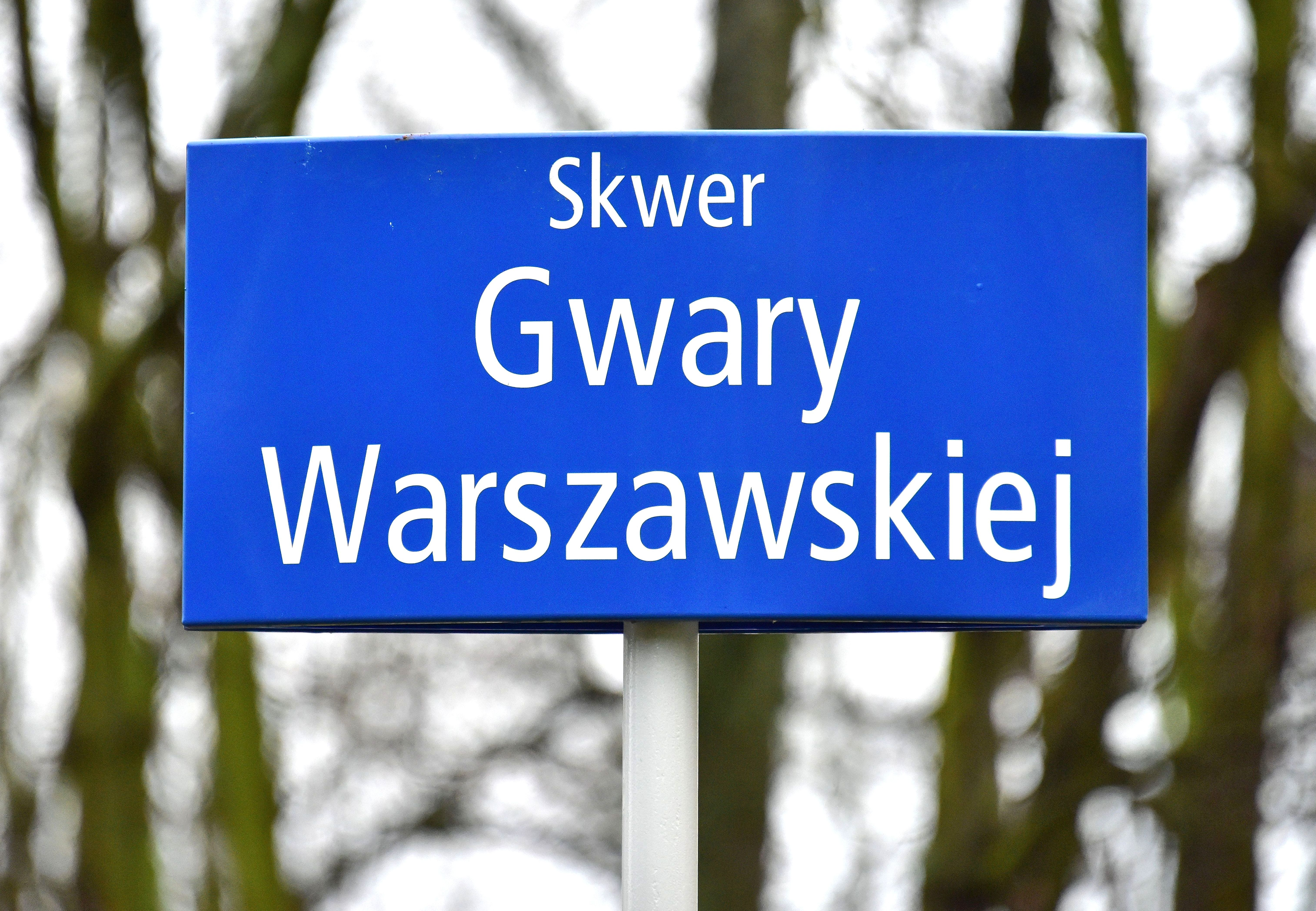
Tablica Miejskiego Systemu Informacji na skwerze Gwary Warszawskiej

- W sierpniu 2017 Rada m.st. Warszawy nadała skwerowi znajdującemu się pomiędzy ulicami: Leszno, Młynarską i al. „Solidarności” nazwę skwer Gwary Warszawskiej[27].

## Źródła